# TV4 (Suecia)
TV4 es un canal de televisión sueco en señal abierta de carácter privado, operado por TV4 AB. Cuenta con una programación para todos los públicos basada en el entretenimiento, las series y la producción propia.
El canal comenzó sus emisiones el 15 de septiembre de 1990 a través del satélite, y desde 1992 opera en señal abierta a nivel nacional. A diferencia de otros canales privados suecos como TV3, que operan desde el extranjero, TV4 está sujeta a obligaciones de servicio público y tiene algunas limitaciones en la emisión de publicidad.

## Historia
Los orígenes del canal se remontan al desarrollo de la televisión privada en Suecia durante la década de 1980. Hasta ese momento, la televisión pública Sveriges Television (SVT) ostentaba el monopolio sobre este medio. En 1984, el productor Ingemar Leijonborg y el empresario Gunnar Bergvall presentaron un plan de negocio para un canal de televisión financiado con publicidad, que derivó en la sociedad limitada Nordisk Television. Los impulsores tardaron tres años en recaudar diez millones de coronas suecas que se invirtieron en material técnico, contratos, y una escuela de formación para productores y guionistas.
Durante ese tiempo se produjo en 1987 el inicio de emisiones de TV3, el primer canal privado de ámbito escandinavo que emitía vía satélite desde el extranjero para eludir las leyes publicitarias suecas. El objetivo de Nordisk Television, en cambio, era contar con una licencia nacional para emitir en señal abierta en todo el país.
El 15 de septiembre de 1990 comenzaron las emisiones de TV4 a través del satélite, con una programación que incluía informativos y espacios de producción propia. Un año más tarde, el grupo Kinnevik se convirtió en accionista mayoritario de Nordisk Television —TV4 AB— y el gobierno sueco les otorgó una licencia de televisión en abierto, sujeta a la ley publicitaria sueca y a unas obligaciones de servicio público. Después de tres meses de emisiones en pruebas, el 2 de marzo de 1992 comenzaron las emisiones analógicas regulares en todo el país.
TV4 se convirtió en poco tiempo en el canal con más espectadores de Suecia, por delante de los públicos Kanal 1 y TV2, gracias a una programación basada en entretenimiento, novelas, magacines e informativos. Muchos de sus programas más exitosos son adaptaciones de formatos internacionales como Jeopardy! , Fort Boyard —Fångarna på fortet—, ¿Quién quiere ser millonario? y Pop Idol. A partir de 1999, TV4 comenzó a emitir en televisión digital terrestre y fue cesando progresivamente sus emisiones analógicas en satélite (2004) y televisión abierta (2008), al mismo tiempo que ampliaba su oferta con canales temáticos.
En 2006, el grupo propietario de TV4 fue adquirido por Nordic Broadcasting, una compañía controlada por el grupo editorial sueco Bonnier, que también controlaba el canal finlandés MTV3. Y en 2018, Telia Company se hizo con el control de los canales de televisión de Bonnier para convertirse en el propietario actual.

## Programación

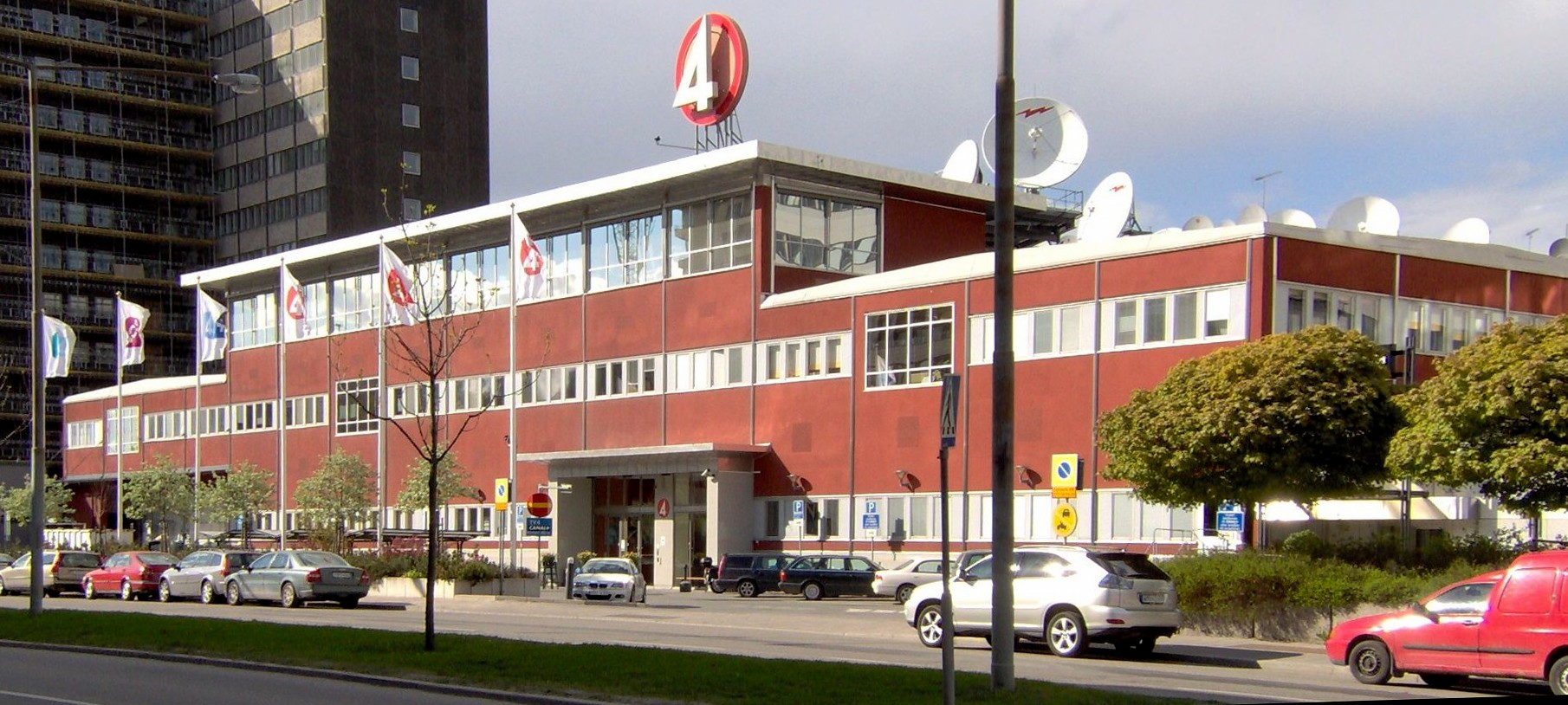
Sede de TV4 en Estocolmo.

La programación de TV4 es generalista e incluye informativos, series, programas de producción propia, telerrealidad, cine y concursos. Los espacios informativos más importantes son el noticiero TV4 Nyheterna («Las noticias») y el espacio matinal Nyhetsmorgon («Las noticias de la mañana»).
Durante el tiempo que TV4 formó parte de la Unión Europea de Radiodifusión, asumió la representación de Suecia en eventos como Eurovisión Junior (2006-2009) y el Festival de Baile de Eurovisión (2007-2008).
Dentro de sus obligaciones de servicio público, TV4 debe contar con informativos regionales. Para ello opera una red de dieciséis estaciones que cubren todas las provincias del país.

## Jurisdicción
TV4 tiene su sede en Estocolmo, opera en señal abierta para Suecia y se rige por las leyes publicitarias del país, a diferencia de competidoras como TV3 —de Viaplay— o Kanal 5 —de Discovery— que operan desde el extranjero.
La emisión de publicidad en TV4 está limitada a un máximo de doce minutos por hora y puede interrumpir la programación. En sus diez primeros años TV4 emitía publicidad pero no podía hacer pausas entre programas, así que el canal lo sorteaba dividiendo cada programa en bloques e intercalando espacios de un minuto como Inför —resúmenes—, Om en bok —recomendaciones de libros— y Dagens namn —agenda cultural—. En 2002 el gobierno sueco modificó la ley audiovisual para que pudiera hacer pausas.

## Canales temáticos
Además de TV4, el grupo TV4 AB cuenta con canales temáticos en señal abierta:
- Sjuan — canal centrado en espacios de producción propia y cine.
- TV12 — canal dedicado a programas de estilo de vida y deporte.
- TV4 Guld — canal temático de programas clásicos.
- TV4 Fakta — canal temático de documentales.
- TV4 Film — canal temático de cine.

El grupo gestiona también la programación de C More. una plataforma de televisión de pago con varios canales temáticos.